# Terra Aberta Metropolitana
"Metropolitan Open Land" (em pt: "Terra Aberta Metropolitana") ou "MOL" é um termo ou designação usado apenas em Londres. As terras designadas como MOL recebem o mesmo nível de proteção que o Cinturão Verde Metropolitano. A designação visa proteger áreas de interesse paisagístico, recreativo, de conservação da natureza e científico que sejam estrategicamente importantes. Quaisquer alterações nos limites das MOL devem ser realizadas pelos distritos por meio do Quadro de Desenvolvimento Local (LDF), em consulta com o Prefeito de Londres e as autoridades adjacentes.

## Critérios detalhados para designação
Mais detalhadamente, as terras designadas como MOL devem satisfazer pelo menos um dos seguintes critérios:
- terreno que contribui para a estrutura física de Londres por ser claramente distinguível da área construída
- terrenos que incluem instalações ao ar livre, especialmente para lazer, recreação, esporte, artes e atividades culturais e turismo que atendem a toda ou partes significativas de Londres
- terrenos que contêm características ou paisagens de interesse histórico, recreativo, de conservação da natureza ou de habitat, de valor a nível metropolitano ou nacional
- terras que fazem parte de uma Cadeia Verde e atendem a um dos critérios acima.

## Papel do Prefeito de Londres
O Prefeito de Londres declarou formalmente que irá, e acredita que os municípios devem, proteger a Terra Aberta Metropolitana de um desenvolvimento inadequado. As alterações ao limite do MOL devem ser realizadas pelos municípios através do processo DPD ("Documento de Planejamento do Desenvolvimento"), em consulta com o prefeito e as autoridades associadas.